# Edison Speaking Phonograph Company
Die Edison Speaking Phonograph Company, auch Edison Speaking Phonograph Co., wurde am 24. Januar 1878 als erstes Unternehmen nach der Erfindung des Phonographen durch Uriah H. Painter, Gardiner Greene Hubbard, George L. Bradley, Charles A. Cheever und Hilbourne L. Roosevelt in New York, Vereinigte Staaten gegründet. Die Geschäftsidee der Neugründung beinhaltete im Wesentlichen die umfassende Vermarktung des Phonographen als akustische Sensation.

## Historie
Mit der Gründung der Edison Speaking Phonograph Company begann die Produktion und Vermarktung des von Thomas Alva Edison ursprünglich entwickelten Zinnfolien-Phonographen, der diesen am 24. Dezember 1877 zur Erteilung des Patentes bei den zuständigen Behörden anmeldete und jenes am 18. Februar 1878 zuerkannt bekam. Edison selbst beteiligte sich nicht an der Unternehmensführung, sondern übertrug die Rechte an seiner Erfindung für 10.000 US-Dollar und einer garantierten Gewinnbeteiligung von zwanzig Prozent an die Edison Speaking Phonograph Company.
Im ersten Jahr nach Firmengründung organisierte Hilbourne Vorführungen des Phonographen innerhalb und außerhalb von New York City, bei denen die Neugierige des beiwohnenden Publikums ihre Befriedigung finden konnte. James Redpath, Journalist und in der Sklavenbefreiungsbewegung engagiert, unterteilte die Vereinigten Staaten in unterschiedliche Regionen, in denen er die Rechte zur Vorführung des Phonographen an diverse Unternehmen verleaste. Mit zunehmender Dauer der öffentlichen Vorführungen offenbarte es sich jedoch, trotz der anfänglichen kommerziellen Erfolge, in den folgenden Jahren nach Firmengründung der Edison Speaking Phonograph Company, dass diverse Ermüdungserscheinungen bei der zahlenden Zuhörerschaft auftraten, die eine Weiterentwicklung des Zinnfolien-Phonographen unabdingbar erscheinen ließen. Sollte dieser auch zukünftig noch Profit erwirtschaften, musste aus ihm eine für viele Bereiche nützliche Sprechmaschine erwachsen und die „Show Business Neuheit“ ersetzen.
Edison beobachtete wie der Zinnfolien-Phonographen Zusehends ins Hintertreffen geriet, als das von Alexander Graham Bell entwickelte Telefon seine Markteinführung erlebte. Er behielt es sich vor, nach Beendigung wichtigerer Projekte wie beispielsweise die Einführung des elektrischen Lichtes, die Weiterentwicklung des Zinnfolien-Phonographen voranzutreiben. Zu diesem Zweck erwarb er die gesamten Vermögenswerte der Edison Speaking Phonograph Company von jedem der einzelnen Teilhaber des Unternehmens zurück, auch um diese vor einem finanziellen Schaden zu bewahren. Letztendlich jedoch gelang es Edison nicht die notwendigen Verbesserungen zeitnah zu verwirklichen, im Gegensatz zu Alexander Graham Bell, Chichester Alexander Bell und Charles Summner Tainter, die gemeinschaftlich als Volta Laboratory Association den Zinnfolien-Phonographen zum Graphophon weiterentwickelten.